# كوبرات
كوبارت (باليونانية: Κοβρāτος, Kούβρατος)‏، كان حاكم الأونوغر- البلغار، يعود له الفضل في تأسيس الاتحاد القديم لبلغاريا العظمى في عام 632 م.

## تاريخ
أمضلا كوبرات حياته المبكرة في القصر الإمبراطوري للإمبراطورية البيزنطية في القسطنطينية. يروي المؤرخ البيزنطي جون نيكيو من القرن السابع فيقول:
«يتعلق هذا المشروع بكيربات، رئيس المغول، ابن أخ أورغانا، الذي تم تعميده في مدينة القسطنطينية، واستقبل المجتمع المسيحي في طفولته ونشأ في القصر الإمبراطوري. وسادت بينه وبين هرقل الأكبر عاطفة كبيرة وسلام، وبعد وفاة هرقل أظهر حبه لأبنائه وزوجته مارتينا بسبب اللطف الذي أظهره له [هرقل]. وبعد تعميده بالمعمودية الواهبة للحياة تغلب على جميع البرابرة والوثنيين بفضل المعمودية المقدسة. ويقال أنه دعم مصالح أبناء هرقل وعارض مصالح قسطنطين» 